# Rotterdams busmaterieel
Hieronder staat een overzicht van het busmaterieel van de RET in Rotterdam van 1921 tot heden. In dit overzicht worden de bussen genoemd naar soort, merk en jaar van indienststelling. Zie ook: Rotterdamse museumbussen.

## Torpedofrontbussen

### Tilling-Stevens
Deze bussen werden door de gemeente Rotterdam gehuurd voor de eerste buslijn. Het waren rood geschilderde wagens die nog massieve banden hadden. In 1921 werd de busdienst weer opgeheven.

### 1-6, 15-28, 41-46, 101-102 Werkspoor-Krupp
Dit waren de eerste Torpedofrontbussen die in 1928 werden afgeleverd. De tweede serie volgde in 1929 en de derde in 1931. Ze hadden luchtbanden en een open instap. In het interieur kon een schuifdeur worden gesloten. De 101 en de 102 waren semi-tourwagens en werden ook in 1931 geleverd.

### 50 (49) CMG-Verheul
Dit was een kleine bus voor de stadsdienst Schiedam en werd later vernummerd in 49.

### 68-70 Ford/Herculus-Verheul
Dit waren tweedehands kleine bussen uit 1937 die in 1938 voor de buitenlijnen werden overgenomen van een particuliere firma.

## Volfrontbussen

### 60-61 MAN-Verheul
Dit waren de eerste Volfrontbussen.

### 50-59 Kromhout-Verheul
Deze tien kleine Kromhoutbussen werden in 1937 in dienst gesteld. Het waren de eerste bussen met een automatische deur.

### 62-67 Kromhout-Verheul
Deze zeven grote Kromhoutbussen werden ook in 1937 in dienst gesteld.

### 71 Kromhout-Verheul
Dit was een prototype voor een nieuwe stadsbus en werd in 1938 afgeleverd.

### 72-76, 81-102, 113-132, 133-138 Kromhout-Verheul
In 1938 werden vijf bussen aangeschaft die gelijk waren aan het proefexemplaar 71. In 1939 werden nog eens 22 exemplaren besteld. In 1941 volgden nog eens twintig stuks. De 122-129 werden in 1943 omgebouwd tot trolleybus en vernummerd in 911-918. Daar het trolleybusproject niet doorging werden ze na de oorlog weer terug verbouwd. De 133-138 werden in 1943 afgeleverd maar pas in 1949 in dienst gesteld.

### 21-26 Kromhout
In 1942 werden deze vijf Kromhoutbussen overgenomen van de MEGGA uit Capelle aan den IJssel.

## Saurer en Crossleybussen

### 201-260, 301-330 Saurer
In 1946 bestelde de RET 60 Saurer bussen in Zwitserland. In 1947 werden de eerste 14 exemplaren afgeleverd. Oorspronkelijk hadden ze één deur en een conducteur en zat de chauffeur in een afgesloten cabine. Later werd alsnog een tweede deur aangebracht. In 1949 en 1950 volgden nog eens 30 wagens.

### 261-280, 281-291 Saurer-Hainje
In 1951 en 1952 volgden nog eens 31 wagens, echter met een carrosserie van Hainje.

### 401-446 Saurer-Hainje

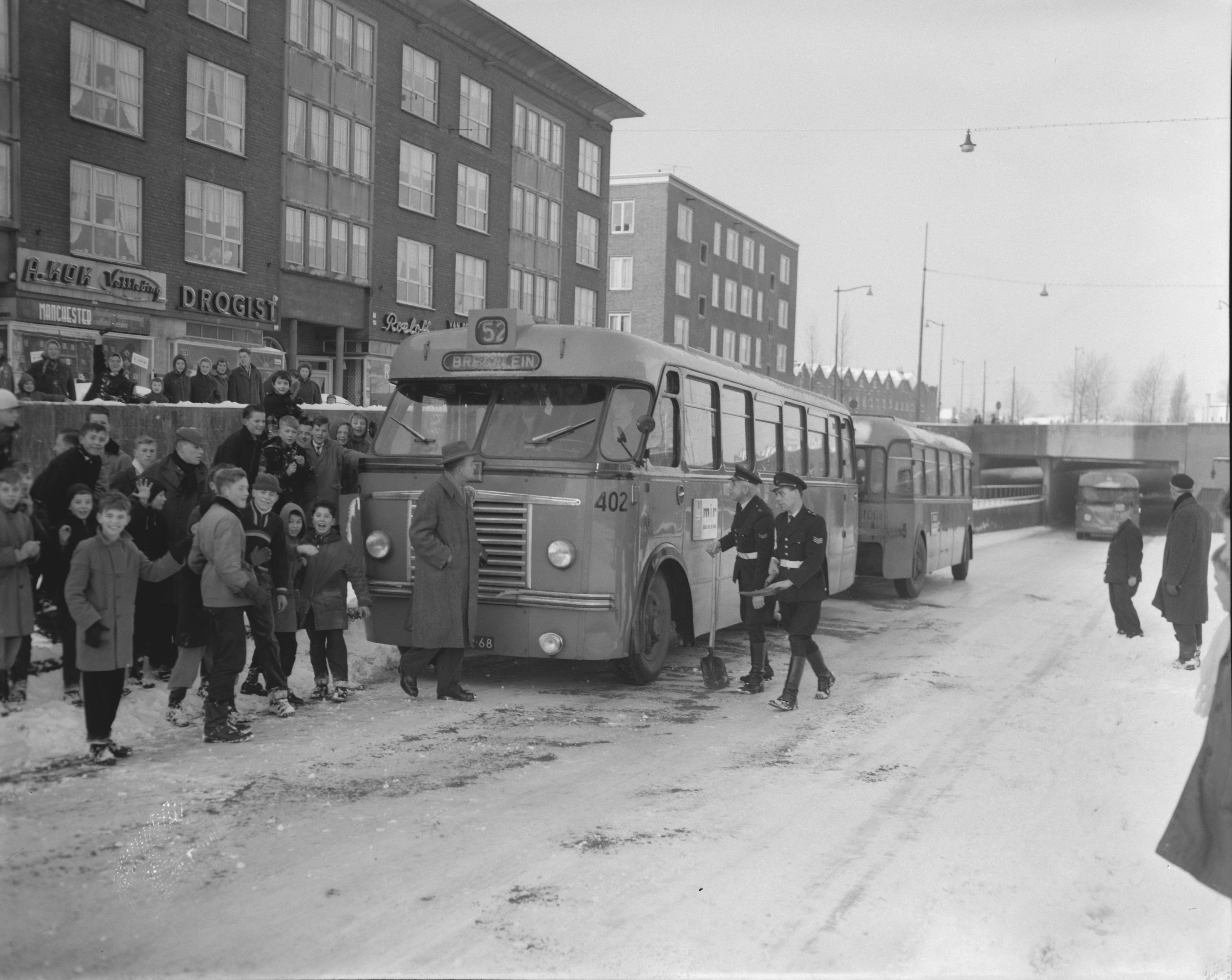
Bus 402 met aanhanger in 1959

In 1953 en 1954 kwamen deze wagens in dienst, die vrijwel gelijk waren aan de 281-291.

### 1001, 1002-1009 Saurer-Hainje (Aanhangers)
De 1001 werd in 1953 als proefexemplaar gebouwd om als aanhanger achter een Saurer van de 400-serie te kunnen rijden. In 1955 volgden er nog acht (1002-1009)met een iets langere opbouw om de capaciteit te vergroten. Ze deden dienst achter een Saurer 400 op lijn 52, de Maastunnelexpres (Breeplein - Centraal Station achterzijde). De combinaties hadden een bemanning van drie personeelsleden, een chauffeur en twee conducteurs. Deze personenaanhangers hebben tot 1963 dienst gedaan en zijn in 1964 afgevoerd.

### 151-156 Crossley
Deze zes bussen werden in 1953 voor groepsvervoer overgenomen van de Naco en kwamen uit 1947.

### 501-525, 526-560, 561-585 Holland Saurer-Hainje
Deze wagens werden in 1954, 1955 en 1957-1958 geleverd

## Kromhout, Magirus-Deutz en Leylandbussen

### 701-712, 713-719, 720-749, 750-759, 760-799 Kromhout (Verheul) TBZ-100 Hainje (Werkspoor)

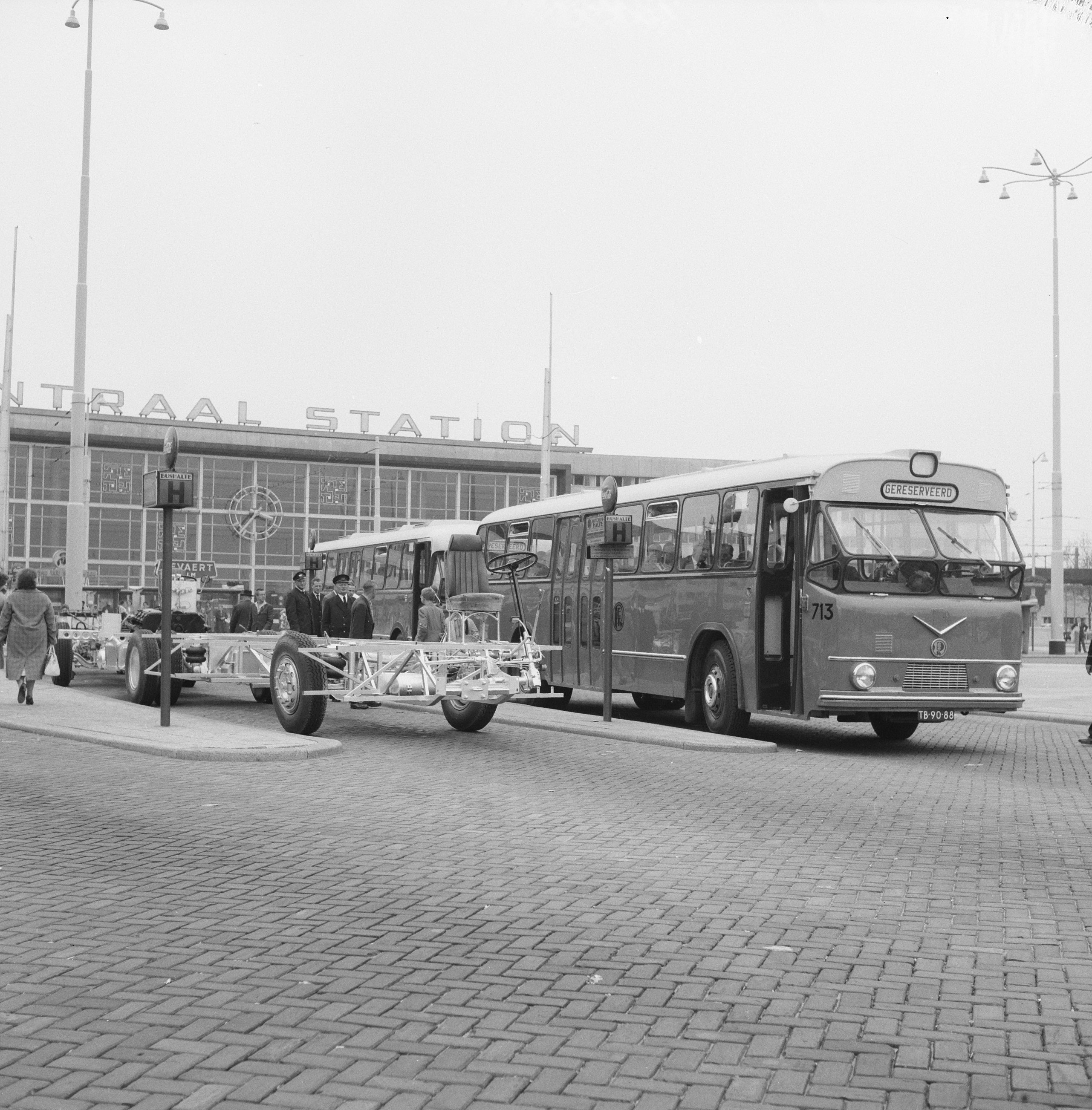
Presentatie nieuwe bussen en onderstel, bus 713 in 1960

De 701-712 werden in 1957 afgeleverd. De 711 en de 712 waren semi tourwagens. De 713-719 volgden in 1960. Daarna werden de 720-749 aangeschaft, daarvan hadden de 720-729 en 740-749 een carrosserie van Werkspoor. In 1961 volgden de 750-759 die ook een carrosserie van Werkspoor kregen. 1962 en 1963 werden 760-769, 770 en 771 en 772-799 afgeleverd. Ook deze hadden een carrosserie van Werkspoor. De 754 en 770 zijn museumbussen.

### 101-110 Magirus-Deutz
Deze tien bussen kwamen in 1960 in dienst. Ze waren als noviteit voorzien van een luchtgekoelde motor achterin en hadden luchtvering.

### 601-615 Kromhout-Verheul
Deze vijftien wagens werden in 1962 van de HTM overgenomen. Ze waren vrijwel gelijk aan de 701-712.

### 616-629 Kromhout-Verheul
Deze veertien wagens werden van 1962 tot 1964 gehuurd van het Amsterdamse GVB en waren wagens uit de Kromhoutserie 250-294 uit 1957. In Rotterdam werden ze geel geschilderd.

### 901-928 Leyland-Hainje
Dit waren Leyland Royal Tiger Worldmasters met een Hainje carrosserie. Ze kwamen in 1964 in dienst en reden tot 1976. De bussen 901-914 hadden een half-automatische versnellingsbak. De bussen 915-928 hadden een automatische versnellingsbak. Deze bussen deden vooral dienst op de lijnen 62 en 63. Voordat de noord/zuidlijn van de metro in 1968 ging rijden reden deze bussen vanaf de Rochussenstraat naar Hoogvliet / Oudeland (Lijn 62) en Hoogvliet / Zalmplaat (Lijn 63). Nadat de metro was gaan rijden vertrokken deze bussen vanaf het metrostation Zuidplein. 
De 907 is in 1988 per toeval tijdens een excursie teruggevonden bij een autosloperij. Na jaren stilgestaan te hebben is er voor deze bus een aparte stichting (Stichting Leyland Bus 907) opgericht met als doel deze bus te restaureren, wat nog vele jaren in beslag zal nemen.

### 201-285 Leyland Panther-Hainje
Deze Leyland Triumph Werkspoor Panthers met Hainje carrosserie kwamen tussen 1964 en 1966 in dienst en reden tot 1979. Bus RET 204 is museumbus.

### 301-324 Leyland Leopard-Verheul

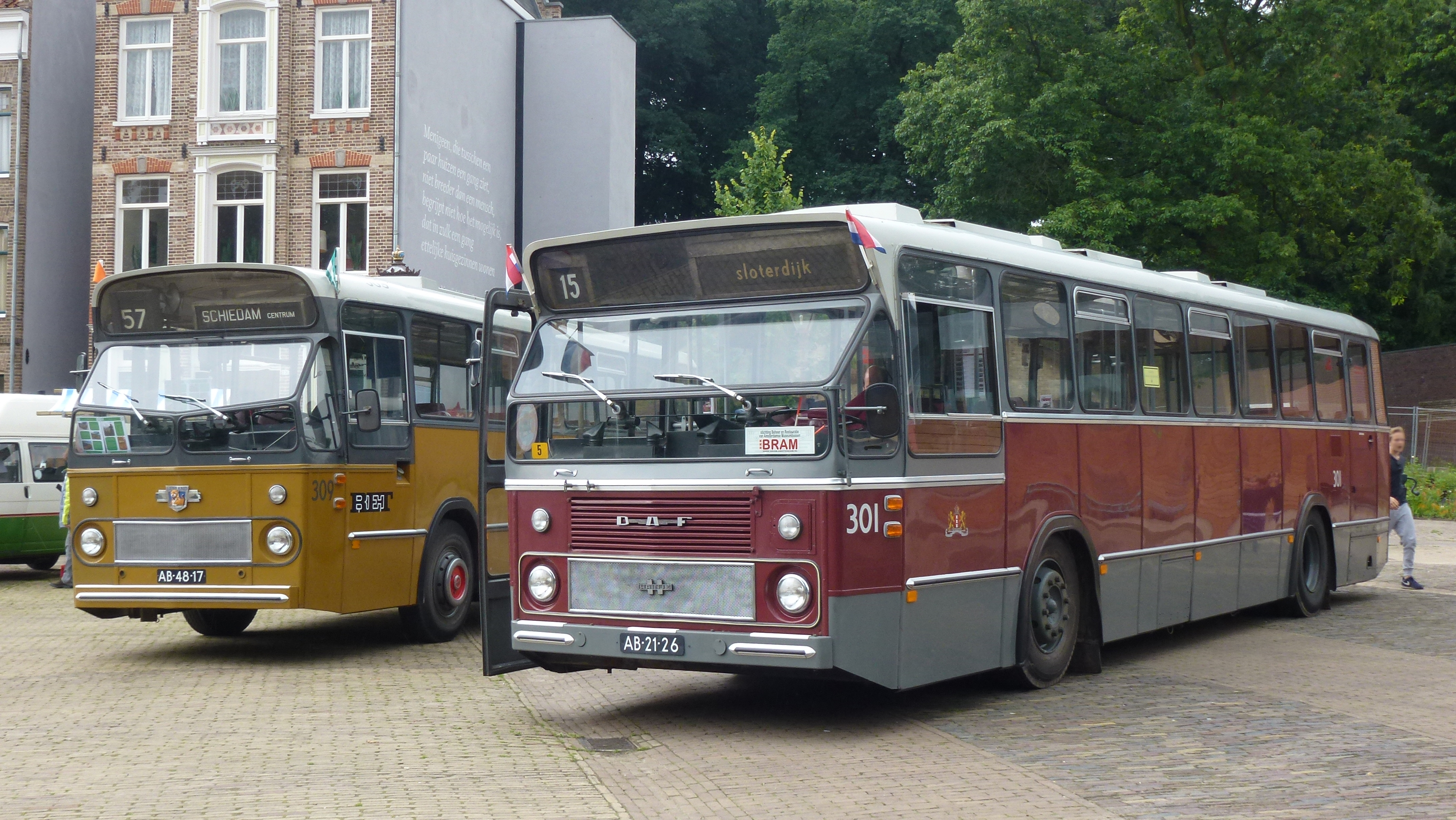
RET 309 naast GVBA 301 in 2016

Deze kleine Leyland Leopards met Verheul carrosserie kwamen in 1967 in dienst en reden tot ca. 1979. De 309 is museumbus en verblijft nog steeds bij de RET.

## CSA-1 bussen

### 401-406, 407-461, 463, 471-500 DAF/Hainje

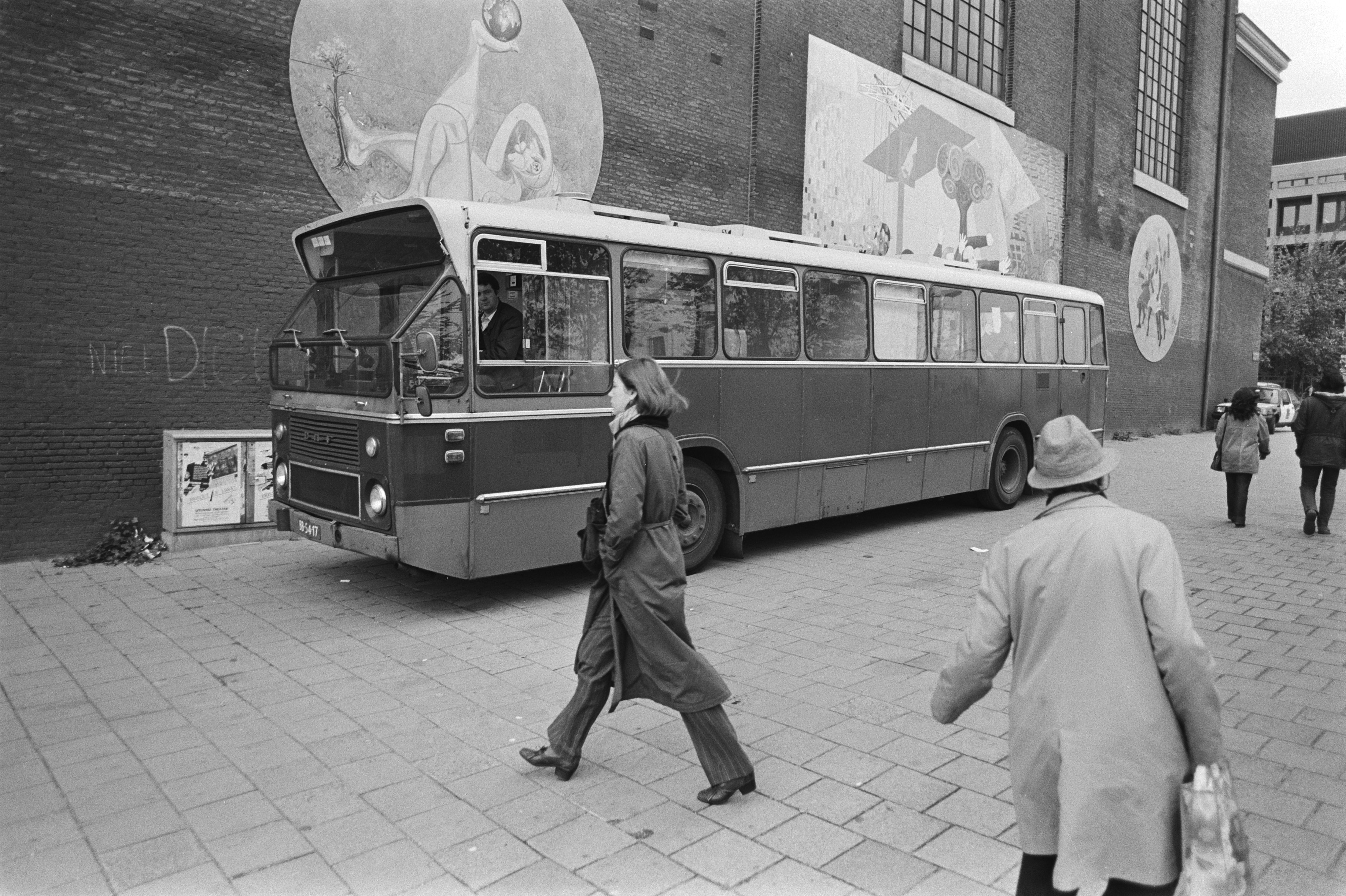
ex RET 409 als methadonbus in Amsterdam in 1981

Deze SB 200 DOL DAF/Hainje standaardbussen werden geleverd tussen 1967 en 1970. De 461 werd in 1970 vernummerd in 501 ivm. de nieuwe geplaatste DKDL motor zodat twee aangesloten series DOL- en DKDL-bussen ontstonden. De 498-500 waren semi-tourbussen. In 1972 werd de 497 vernummerd in 463 (tussen de Den Oudsten wagens, de oorspronkelijke 463 was toen al afgevoerd) en de 500 vernummerd in 497 zodat weer een aaneengesloten reeks ontstond. Ook de 432 werd vroegtijdig afgevoerd. Eind jaren 70 en begin jaren 80 werden er een aantal wagens verhuurd aan ZWN voor dienst op RET lijnen door de Beneluxtunnel. Ook werden wagens verhuurd aan de FRAM voor dienst op de waddeneilanden, aan het GVU in Utrecht en aan de BBA voor de stadsdienst in Breda. Vanaf 1980 werden deze wagens buiten dienst gesteld waarvan de laatste in 1983 reden.

### 462-471, (461, 462, 464-470) DAF-Den Oudsten

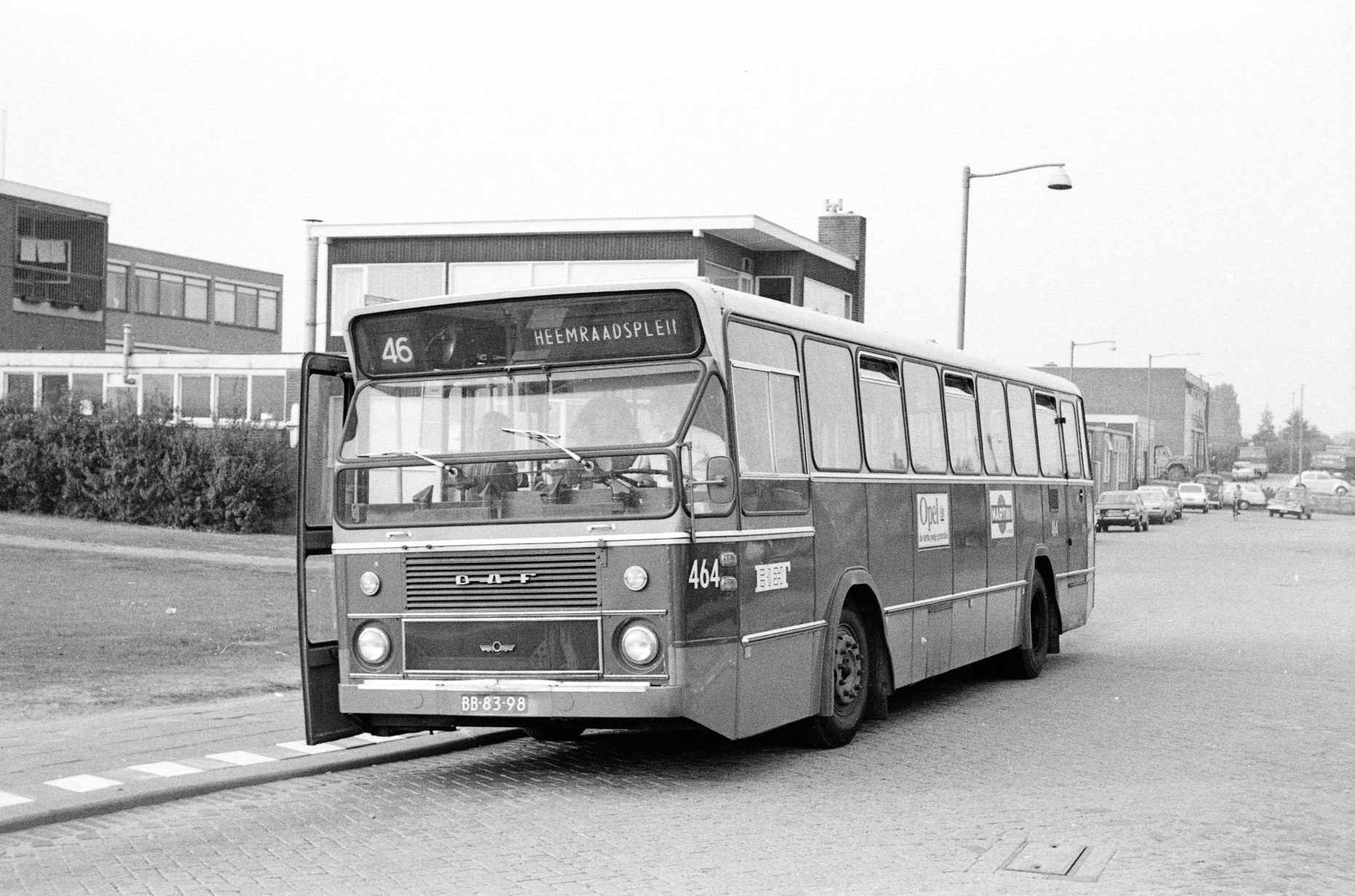
Den Oudsten bus 464 in 1971

Dit waren SB 200 DOL DAF/Den Oudsten standaardbussen die in 1968 geleverd waren en op het fabrieksembleem na geheel gelijk aan de wagens van Hainje. In 1970 kreeg de 471 het vrijgekomen nummer 461 waardoor weer een aaneengesloten serie Den Oudsten wagens ontstond. Het nummer 471 kwam vrij voor een vervolgserie van Hainje. In 1972 kreeg 497 het vrijgekomen nummer van de afgevoerde 463 waarna de Den Oudsten wagens bestonden uit de 461, 462, 464-470. De laatste wagens reden begin jaren tachtig.  

### 501, 502-532, 533-580
Dit waren de standaards van het SB 200 DKDL-type en werden geleverd tussen 1972 en 1974. De 501 was de vernummerde 461 en had als proef een DKDL-motor. Vanaf de 502 hadden de wagens hogere zijruiten en vanaf de 533 een vlakke vloer. Ze reden tot en met 1986. De 562 is nog aanwezig als museumbus.

### 601-656
Dit waren de eerste standaardbussen van het SB 201 DKDL model met een nieuw front. Ze werden geleverd tussen 1974 en 1976 en reden tot en met 1991. De 625 werd verbouwd tot infobus.

### 701-797, (661-665)
Dit waren de eerste standaards met een grote filmkast. Ze kwamen in dienst tussen 1977 en 1979 en reden tot en met 1993. De 723 en 724 waren semi-tourbussen. Vanaf de 778 hadden de wagens dubbele rechthoekige koplampen.
Door materieeltekort in 1990 nam de RET 5 standaards over van de HTM (307, 311, 318, 341 en de 342) en deze werden als 661-665 genummerd en reden tot de komst van de 420-439, 440-459 en 480-499 in 1991. Ze waren van hetzelfde model als de 701-797.

### 801-832, 833-841
Deze standaard-stadsbussen kwamen in dienst in 1979/1980 en 1981 en reden tot en met 1993.

### 901-956

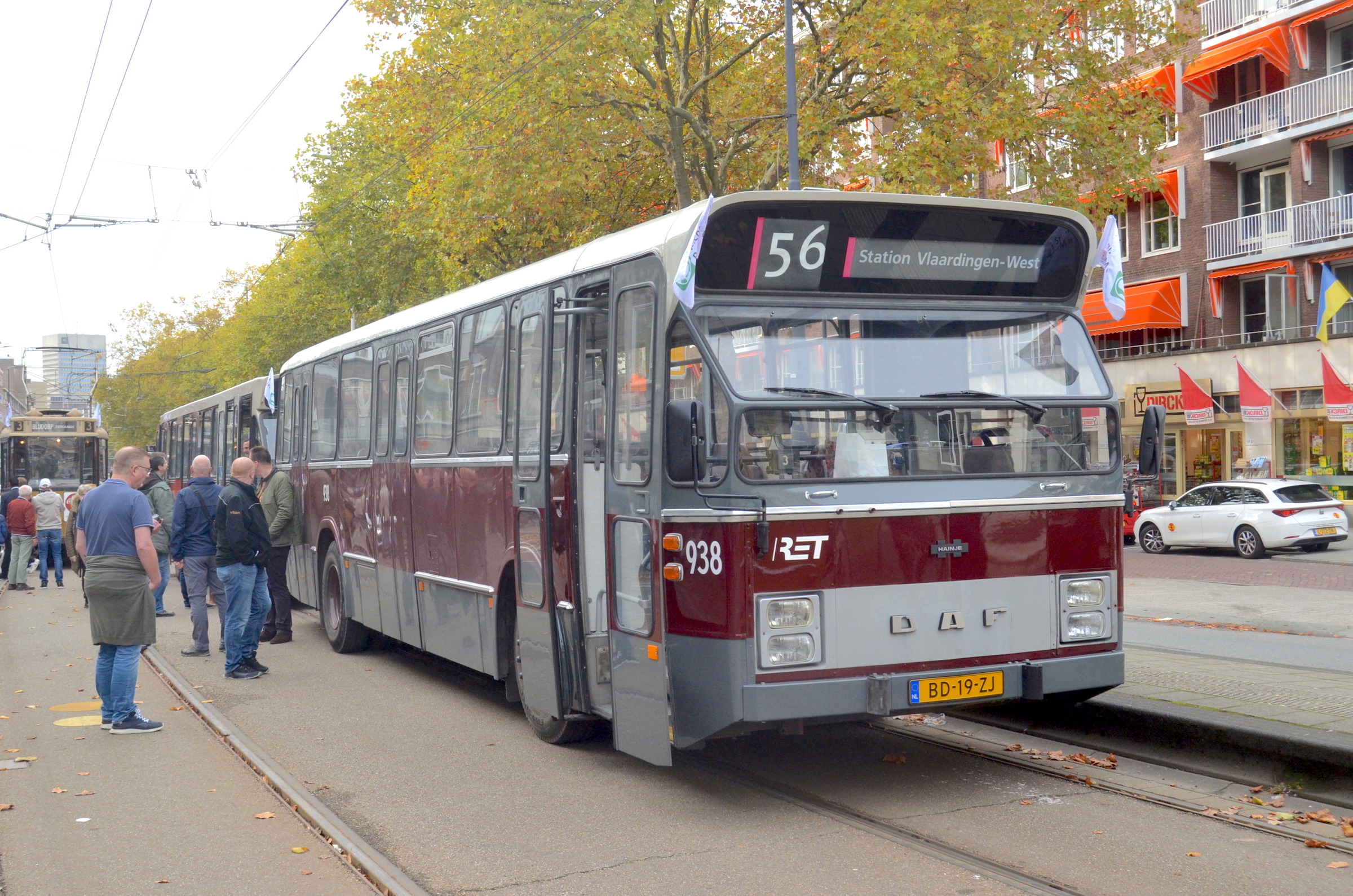
museumbus 938

Deze wagens kwamen in dienst in 1982 en waren voorzien van een nieuwe ZF 4-versnellingsbak en hadden rechthoekige achterlichten.
Het chassis van de 925 werd gebruikt voor CSA-2 proefbus 201. De 928 werd toen vernummerd tot 925 en er werd een nieuw 928 afgeleverd. De 940 werd na zware aanrijdingschade in 1991 vroegtijdig afgevoerd. Ze reden tot en met 1997. De 938 is museumbus.

## CSA-2 bussen

### 201, 202-221, 301-320 DAF/Hainje

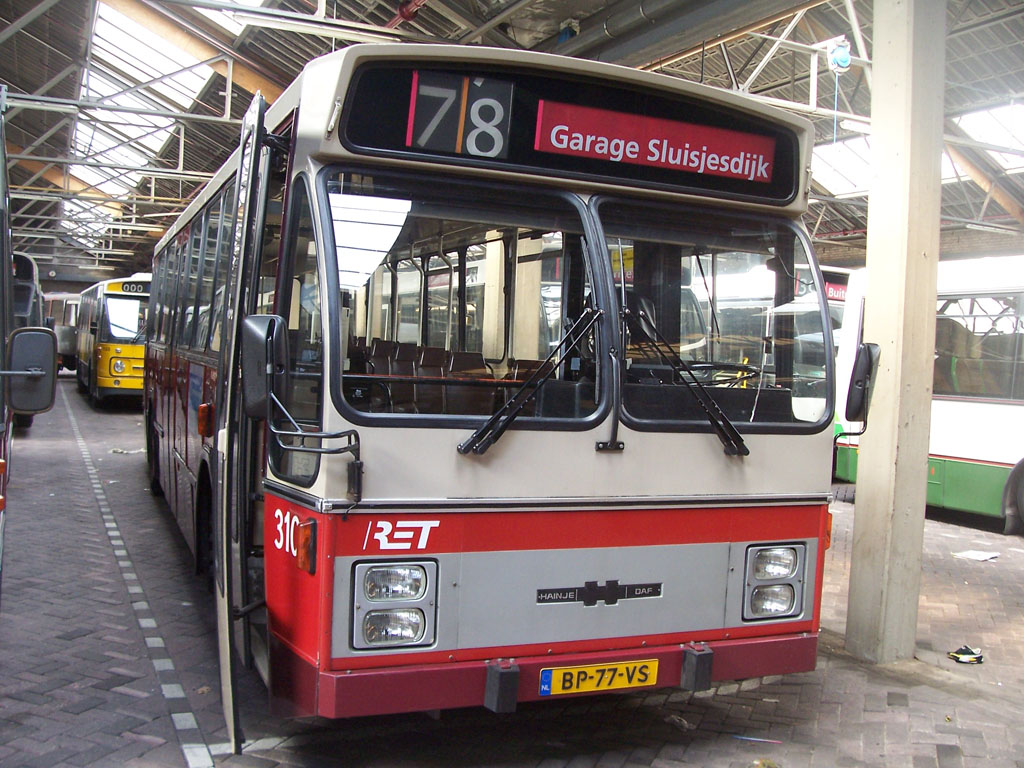
Een CSA-2 bus van de RET.

Deze 2e generatie DAF/Hainje standaards kwamen in 1982, 1984 en 1986 in dienst.
De 201 werd proefbus voor de tweede generatie (op het chassis van de 925) en bestaat nog steeds. De 319 en 320 waren semi-tourbussen. De laatste wagens reden in 2002. De 310 is museumbus.

### 436, 470, 476, 510 DAF/Hainje CSA-2
Bovenstaande wagens uit deze HTM serie uit 1984-1988 werden in 1997 en 1998 gehuurd in verband met gebrek aan eigen materieel

## CSA-3 bussen

### 401 DAF/Hainje
In 1987 presenteerde Hainje de opvolger van de CSA-II. Het was een moderne vierkante bus die officieel de benaming "Standaardbus 2000" (ST2000) had. Na afloop van de AutobusRAI werd het prototype verkocht aan de RET. De bus werd later in de huisstijlkleuren van dit bedrijf geschilderd en deed nog tot en met ongeveer 2003 dienst.

### 501-518 Volvo/Hainje
Dit waren de eerste Rotterdamse gelede bussen en waren van Volvo/Duvedec, ze kwamen in 1988 in dienst. De bussen hadden veel overeenkomsten met de aan Amsterdam geleverde serie 520-544 maar verschilden toch op een aantal punten. Het waren de eerste RET bussen in de nieuwe huisstijl groen/wit. Ze waren bestemd voor de drukke zuidlijn 76. In hun laatste jaren reden ze vooral op lijn 49. In 2001 werd de helft van de serie ingeruild bij Den Oudsten. De 501, 502, 505-508, 512 en de 514 bleven tot 2002 in Rotterdamse dienst. De 507 is nog aanwezig als museumwagen.

### 420-439 Mercedes
Deze bussen van het type O405 kwamen in 1991 in dienst en reden tot 2007. Net als de andere twee series waren ze groen/wit geschilderd. In 1994 werden de 426-433, 438 en 439 verhuurd aan ZWN voor dienst op de Capelse RET-lijnen. De 434 is nog steeds aanwezig als museumbus.

### 440-459 DAF/Berkhof

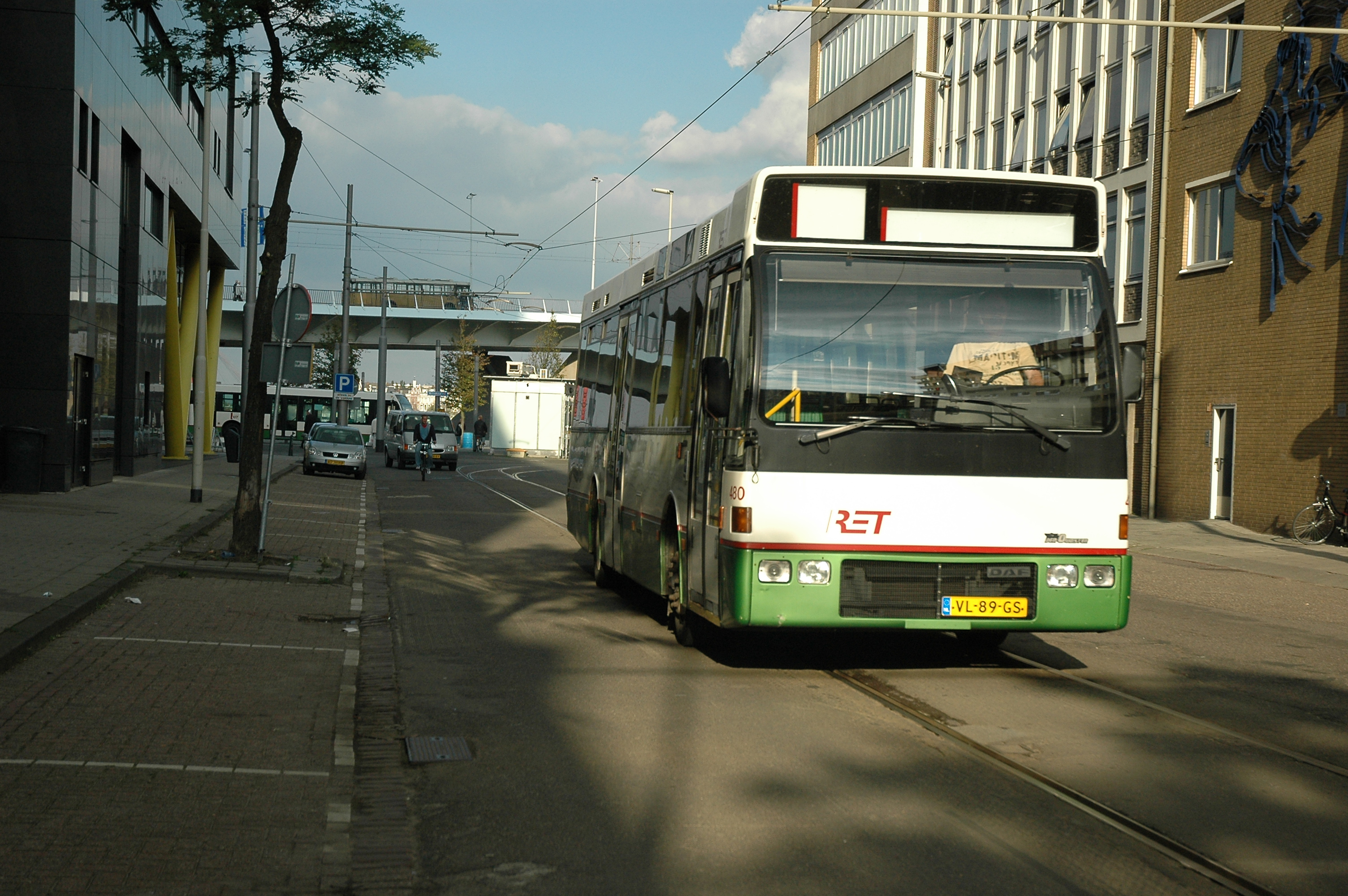
De RET 480.

Dit waren DAF/Berkhofbussen en kwamen ook in 1991 in dienst. Ook zij reden tot 2007. Van deze serie is de 446 museaal bewaard gebleven.

### 480-499 DAF/Den Oudsten
Deze wagens waren identiek aan de 440-459, alleen was het koetswerk afkomstig van Den Oudsten. Ook deze wagens reden van 1991 tot 2007, al zijn er flink wat wagens eerder gesloopt. De 482 is museumbus.

### 750-754 Mercedes
Dit waren Mercedes 0405N-bussen. Deze lagevloersbussen, die eerst op de ringlijnen voor "Intrastadslijn" (Vervoer op maat) reden en later op de normale lijnen dienst hebben gedaan. Ze reden van 1992 tot en met 2008. De 754 werd in 2007 afgevoerd na een botsing met een vrachtwagen op de route van lijn 38.

### 600-659, 660-699 Volvo/Hainje

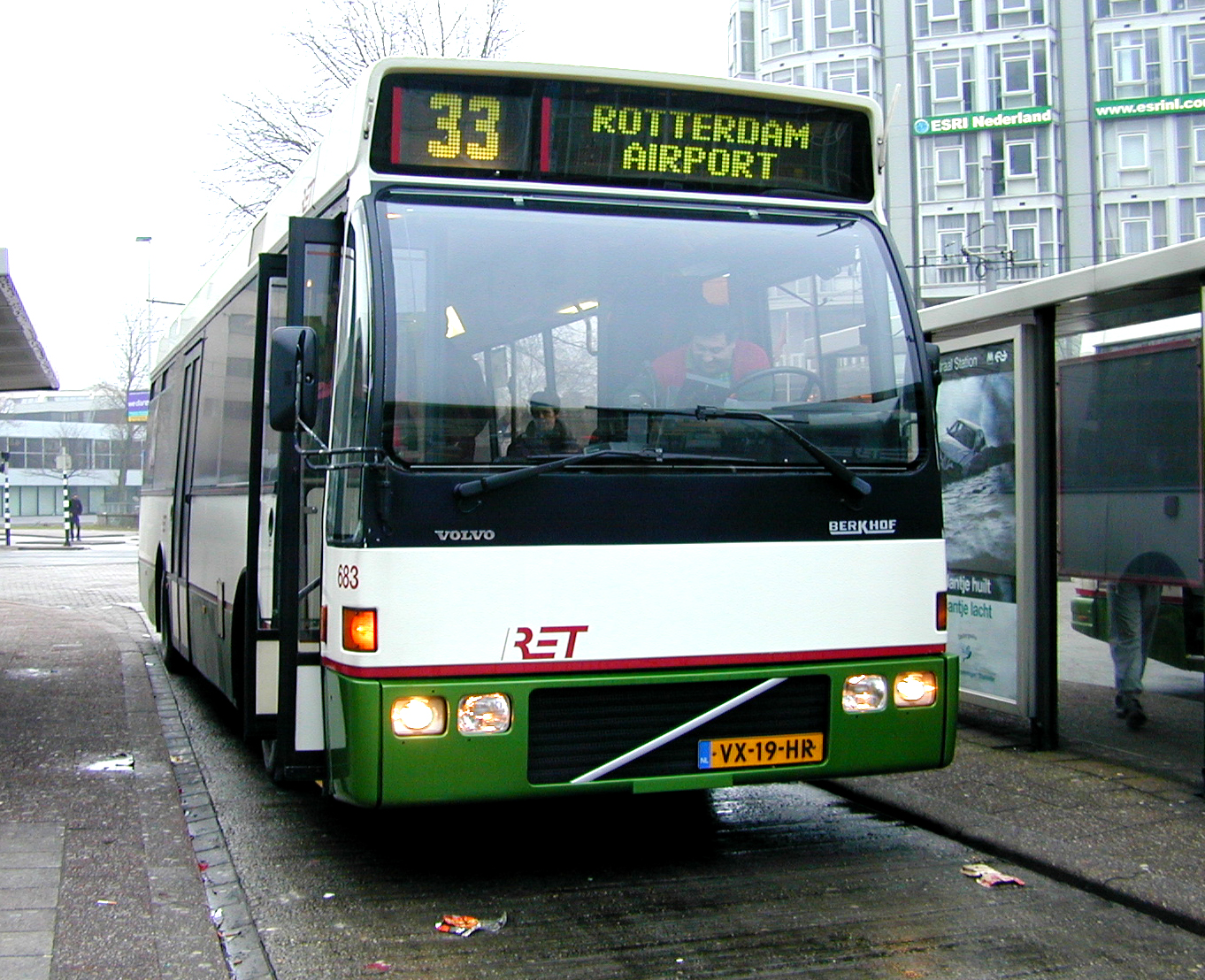
RET 683 in Rotterdam

Deze Duvedec Volvo/Hainje standaardwagens kwamen begin 1993 (600-659) en eind 1993 (660-699) in dienst ter vervanging van de CSA-1 series 700 (restant) en 800 (geheel). Het waren tweedeurs hogevloersbussen met voorin een opvallend opstapje.
Door brand en/of zware aanrijdingsschade werden de 623, 645, 653, 657 en 691 vroegtijdig afgevoerd.
Bij de komst van de Mercedes Citaro's 201-290 werden er 54 stuks buiten dienst gesteld. Hiervan werden 28 via Womy in december 2006 beschikbaar gesteld aan Arriva voor de stadsdienst in Den Bosch. Het betrof hier de 600, 603, 604, 606, 607, 660, 661, 662, 664, 666, 667, 668, 669, 671, 675, 678, 679, 680, 683, 684, 685, 686, 687, 688, 690, 692, 693 en 696 die bij Arriva de nummers 0041-0068 kregen (niet in volgorde) en tot oktober 2007 dienstdeden. De overige 26 zijn via Womy verkocht.
Er bleven bij de RET nog 41 stuks over: de 610, 612-614, 616-622, 624-630, 632-636, 639, 641-644, 646, 648, 649, 651, 652, 654-656, 658, 659, 681, 676 en 698. Opvallend was dat van de een half jaar jongere serie 660-699 maar drie wagens in dienst bleven en tot op het laatst maar een exemplaar.
In 2007 werden de 614, 619, 622, 632, 649, 651, 681 en 698 afgevoerd en bleven er tot december 2008 nog 32 stuks voor de dienst beschikbaar. Aangezien het hogevloersbussen betrof werden in het Oosten van Rotterdam (op de lijnen 30, 31, 34, 36 en 37), op de Hoogvlietse stadslijn 78 en op spitsdiensten van enkele andere lijnen (oa. lijn 69) nog bussen van deze serie gebruikt. Half december 2008 reden de laatste wagens na bijna 16 jaar in de lijndienst voor het laatst.
Twee exemplaren bleven langer aanwezig en werden onder meer voor instructie gebruikt, in 2011 zijn deze wagens ten slotte ook weggegaan. In 2009 gingen de 610, 652 en 676 op huurbasis nog korte tijd naar Qbuzz, omdat zij door materieeltekort extra wagens nodig hadden. De 612 is bewaard gebleven als museumbus.

### 700-709 (DAB Servicebus/DAB-Silkeborg)
In 1993 schafte de RET tien Deense midibusjes aan voor de Intrastadslijn (Vervoer op maat). Omdat deze lijn geen succes werd (waardoor hij binnen enkele jaren werd opgeheven) werden ze overbodig. Omdat ze echter ook zeer wegens hun storingsgevoeligheid niet geliefd waren vond men voor de pas enkele jaren oude wagentjes geen emplooi meer en werden ze verkocht. De 703, 705 en 707 kwamen zo bij de NZH in Alkmaar te rijden en kregen de wagenparknummers 6023-6025.

## Alliancebussen

### 801-820, 821-835 DAF/Den Oudsten
Deze wagens werden afgeleverd in 1996 en 1997 en waren bij de RET de eerste lagevloerbussen. Ze werden ingezet op vaste lijnen. Nieuw was de elektronische routestrip.
Bij het ingaan van de nieuwe concessie van Qbuzz eind 2008 werden 18 exemplaren, de 802, 805, 806, 807, 809, 810, 811, 813, 816, 818, 819, 822, 823, 825, 830, 831, 832 en 833 tijdelijk verhuurd aan Qbuzz om op enkele ex-Connexxionlijnen dienst te doen, omdat Qbuzz nog niet voldoende nieuwe bussen had.
Van deze serie waren in 2011 de 803, 810, 817, 825, 830, 831, 832 en 835 afgevoerd. Een deel van de overige wagens werd nog tot en met 9 december 2011 beperkt ingezet, hoofdzakelijk in de spits. De eerste serie was anno 2011 met 15 dienstjaren de oudste nog in Nederland rijdende serie dieselbussen. Ze werden hoofdzakelijk nog als reservebussen gebruikt en reden onder meer op de tijdelijke pendelbuslijnen 8P en 21P.
Met ingang van de dienstregeling 2012 zijn deze wagens zonder vervanging afgevoerd, aangezien RET een materieeloverschot had. De 834 was nog langere tijd bij de RET aanwezig en is sindsdien in gebruik als bus voor de controleploegen in Rotterdam. De 801 is als museumbus bij RoMeO bewaard gebleven.

### 1-2 DAF/Den Oudsten
In het najaar van 1997 werden van Den Oudsten een tweetal DAF/Den Oudsten Alliance City B90 gehuurd en kregen bij de RET de wagennummers 1 en 2. Het betrof de ex-Midnet 2101 en 2102. Ze reden op lijn 35 in een volledige Midnet uitmonstering. De 1 heeft maar kort gereden, maar de 2 reed tot eind 1997 op lijn 35.

### 901-938, 939-945 DAF/Den Oudsten

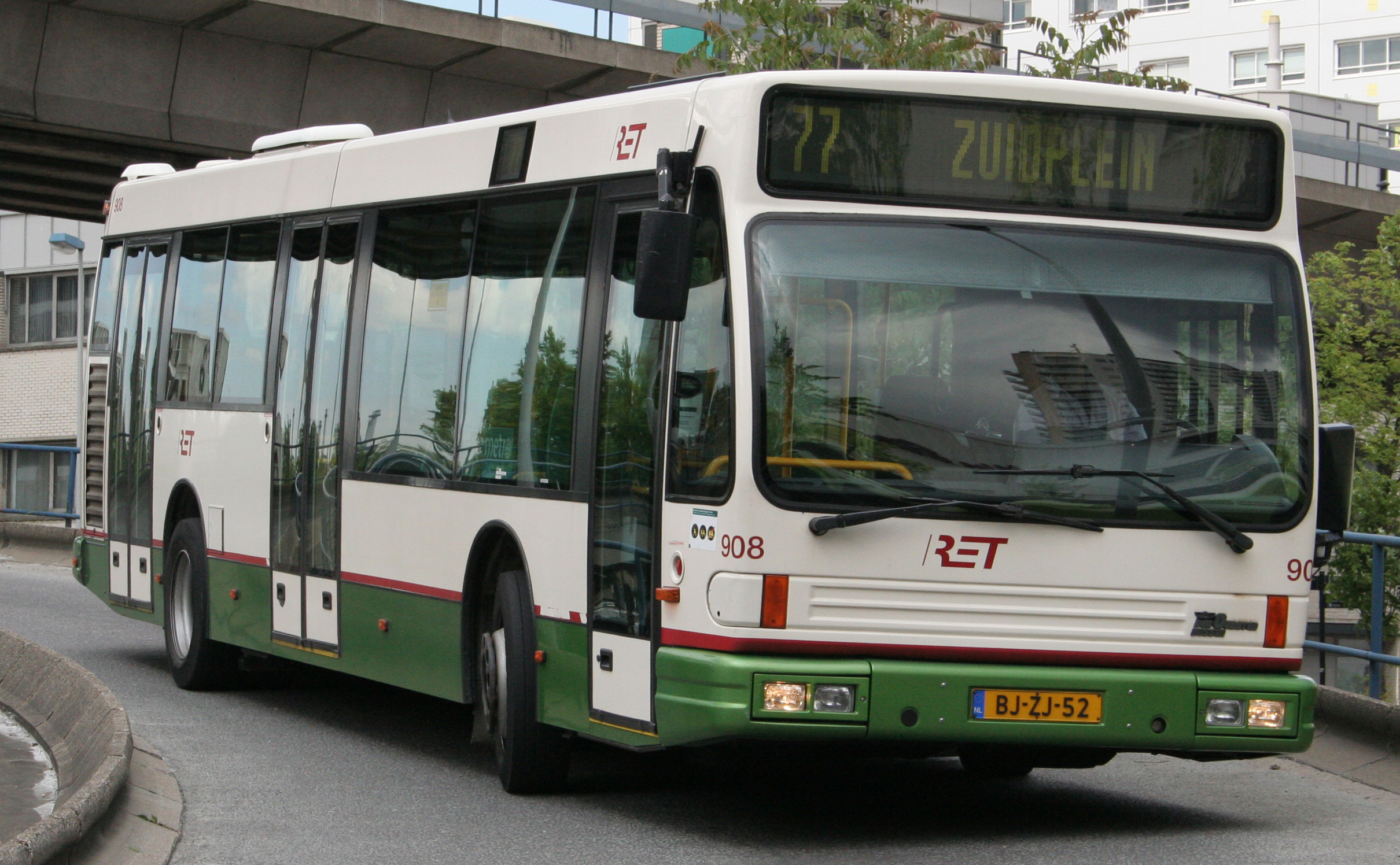
Een bus uit de laatste serie RET-Alliances.

De 901-938 zijn afgeleverd in 2001 en kwamen in dienst op de linker Maasoever. De wagens hebben een liggende motor achterin en daarmee geen geheel lage vloer. De RET had toen een optie openstaan op 22 wagens met een staande motor (201-222) maar ook op 10 gelede bussen (301-310). Naderhand zag men hier van af en besloot nog eens 32 Alliances van het type 901-938 te bestellen bij Den Oudsten (939-970). Door het faillissement van Den Oudsten in november 2001 waren alleen de 939-945 in ruwbouw gereed. Deze wagens werden, met veel moeite door het ontbreken van bepaalde onderdelen, door Berkhof alsnog afgebouwd en aan de RET geleverd. De 946-970 zijn echter nooit gebouwd.
Tot 11 december 2011 reden de 900-en volgens dienstregeling vast op de lijnen die volgens de dienstregeling niet rolstoeltoegankelijk waren (lijnen 29, 41, 42, 43, 46, 53, 61, 68, 69 en 72), aangevuld met de resterende 800-en. Daarnaast reden ze incidenteel bij materieelgebrek ook weleens in de spits of extra diensten op andere lijnen.

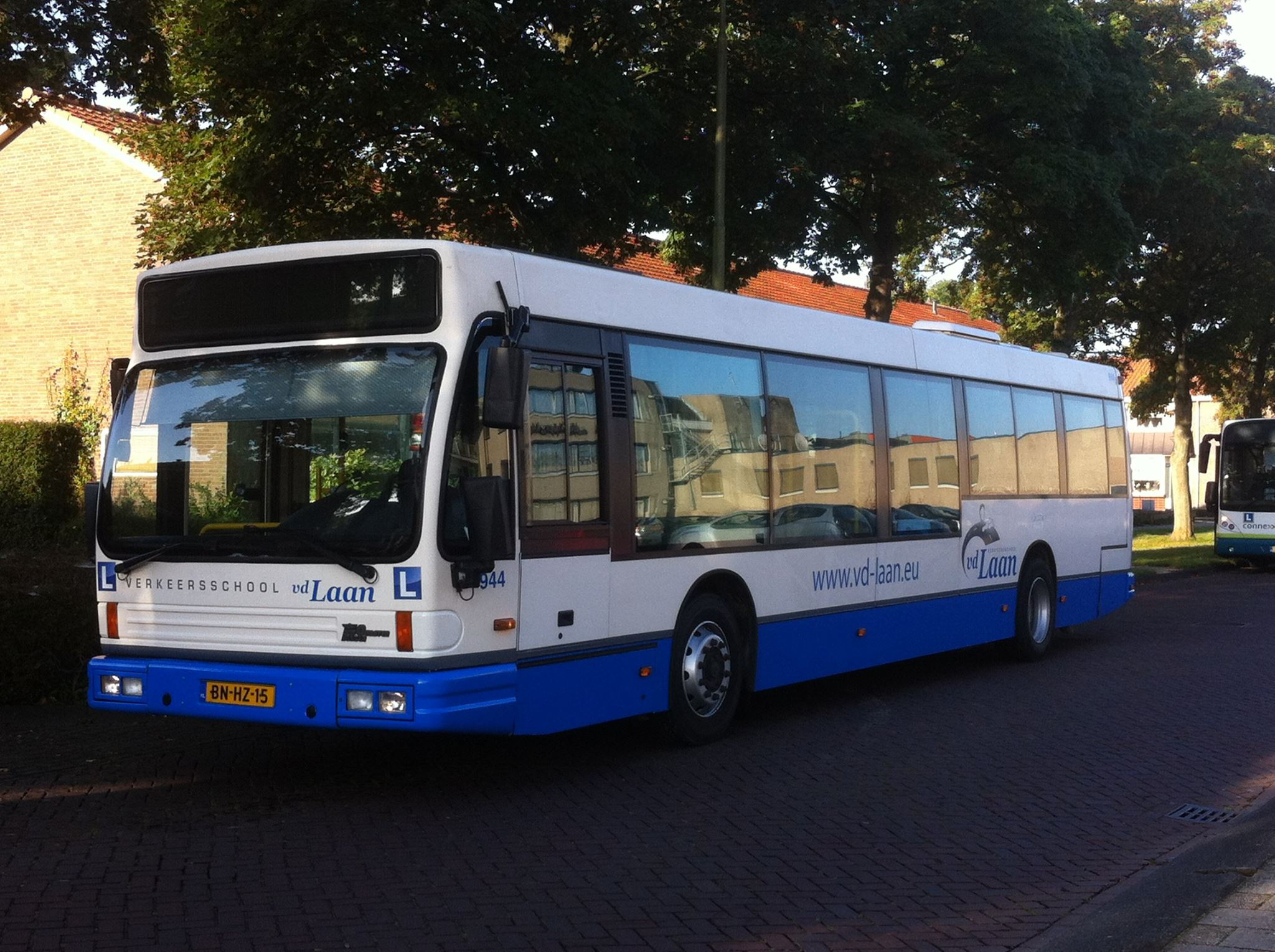
De (oud) RET 944 in bedrijfskleuren van Verkeersschool v/d Laan.

Gezien de verminderde materieelbehoefte na het ingaan van de teruggesnoeide dienstregeling 2012 was een deel van deze serie niet meer benodigd. Ongeveer 15 wagens waren nog beschikbaar (onder meer de 917, 919, 922, 929, 930, 934, 937, 939 en 942) en werden ingezet op de lijndienst waarbij ze doordeweeks overdag op de lijnen 46 en 68, 69, 71 en 72 reden. De rest stond opgelegd maar was nog wel rijvaardig. De 902 & 941 werden in 2012 afgevoerd. De 944 doet sinds 2014 dienst als lesbus bij Verkeersschool v/d Laan in Aalsmeer, in datzelfde jaar kreeg de 945 een motorbrand en werd nadien terzijde gesteld.
Ze behoorde tot de laatste nog in Nederland aanwezige Den Oudsten bussen, die met ingang van de dienstregeling 2013 buiten dienst gesteld zijn. Door de ombouw van de van Qbuzz overgenomen wagens moesten echter met ingang van de dienstregeling 2013 een aantal eigen Citaro's dienstdoen op van Qbuzz overgenomen lijnen. Derhalve deden vanaf 10 december 2012 tijdelijk een groot aantal wagens toch weer dienst waarbij naast de gebruikelijke lijnen ook op andere lijnen werd gereden.
In 2014 werden ca. 25 wagens afgevoerd. Ongeveer 15 bussen doen dienst in Kaunas, Litouwen. Er waren tot december 2019 nog ca. 20 wagens bij de RET aanwezig en dienstvaardig. De 901, 940 en 943 die gespoten zijn in de huidige grijze huisstijl, reden tot dan nog regelmatig in dienst. De overige wagens (de 903, 905, 907, 908, 911, 914, 915, 919, 920, 927, 928, 931, 934, 938, 939) stonden in de mottenballenvloot en werden alleen ingezet bij materieelgebrek, op extra diensten en als tram- of metrovervangend vervoer. De 917 deed dienst als controlebus. De 935 rijdt voor scholengroep Lentiz. Met ingang van dienstregeling 2020 zijn deze bussen afgevoerd. De 903 is overgedragen als museumbus aan Stichting RoMeO.

## Jonckheerbussen

### 558, 560, 572, 573, 575, 577, 579, 582 Berkhof/Volvo
Op 22 april 2011 huurde de RET van Evobus in Nijkerk de door het GVB Amsterdam ingeruilde Jonckheer geledes uit 2001. Het betrof de 558, 560, 572, 573, 575, 577, 579 en 582 die op de metro vervangende pendeldienst F werden ingezet. Deze pendellijn reed van eind april tot en met 8 mei 2011 ter vervanging van metrolijn E tussen Berkel Westpolder en het Centraal Station.

## Mercedes Benz-bussen

### 201-290 Mercedes-Benz Citaro
Deze serie kwam in 2006 in dienst. Ze zijn in de huidige RET-kleuren gespoten. Tot het overnemen van de streeklijnen van Qbuzz reden de lage nummers op de linker Maasoever en de hoge nummers op de rechter Maasoever. Deze bussen zijn 12 meter lang en kunnen 98 mensen meenemen. De 232 is eind 2008 afgevoerd wegens zware aanrijdingsschade met een vrachtwagen, en de 241 in 2017 wegens een aanrijding met een boom. Sinds medio juli 2020 zijn deze bussen afgevoerd. De 231 is sindsdien naar RoMeO gegaan.

### 301-376 Mercedes-Benz Citaro

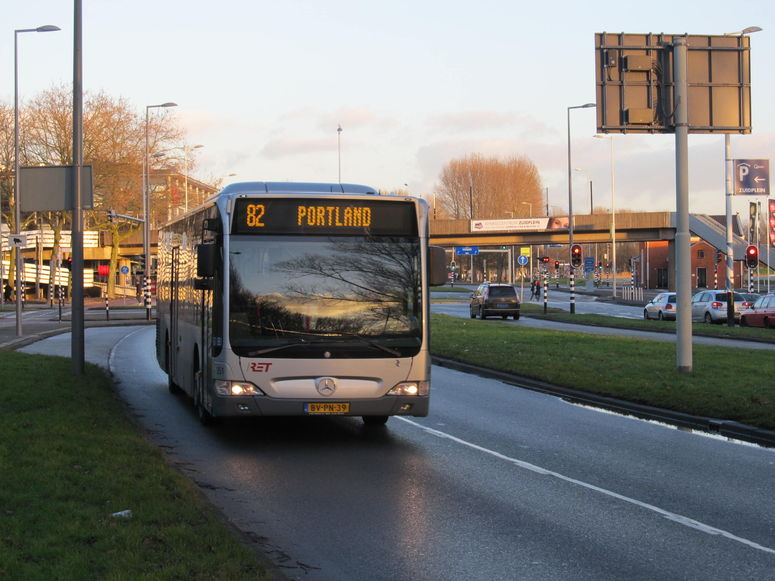
Een Mercedes-Benz Citaro van RET.

Deze serie kwam in 2008 in dienst en heeft achterin langsbanken in plaats van dwarsbanken. Bovendien is het teken om aan te geven dat de bus stopt anders: in de 200-serie ging er een rood lampje branden, bij deze serie zie je het woord Stop in rode letters. De lage nummers reden tot 2012 op de rechter Maasoever en de hoge nummers op de linker Maasoever. Sindsdien werden de wagens door elkaar ingezet. De 360-366 werden voornamelijk gebruikt op de lijnen naar Rotterdam Airport. In 2024 zijn nog een aantal exemplaren aanwezig, in eerste instantie bestemd voor inzet als tram en metrovervangend vervoer, maar ook beperkt nog voor de normale dienst.

### 401-402 Mercedes-Benz Citaro G hybrid
Dit zijn gelede, hybride bussen die 25% brandstof besparen. Ze zijn 18 meter lang en de capaciteit is 126 passagiers.
Sinds 13 januari 2010 reden ze in de normale dienstregeling van verscheidene lijnen waarop ze getest werden. In het begin reden ze alleen op lijnen 38 en 56, daarna deden ze vooral op lijn 70 dienst. Eind 2021 zijn deze bussen teruggegaan naar Evobus.

### 1601-1627 Mercedes-Benz eCitaro
De RET heeft in 2024 27 driedeurs Mercedes-Benz eCitaro's als tussentijdse vervanging besteld en zullen naar verwachting bussen uit de 300-serie gaan vervangen. Deze bussen hebben veel overeenkomsten met de bij de HTM ingestroomde eCitaro's. Deze bussen zullen medio december 2025 instromen. 

### 1620-1623 Mercedes-Benz Sprinter
Deze serie kwam in 2019 in dienst. Ze worden ingezet door onderaannemer RMC en rijden voornamelijk op de buurtbuslijnen binnen de regio Rotterdam.

## BredaMenarinibus Zeus

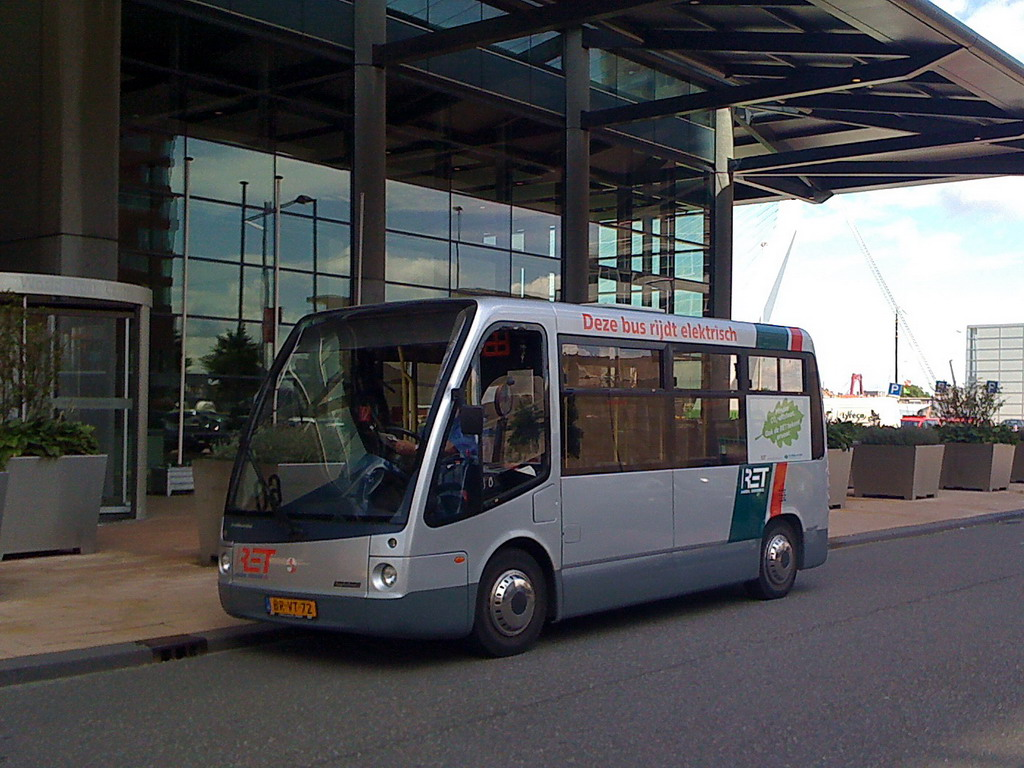
Het Zeus-busje.

In 2009 kwam speciaal voor lijn 60 een klein elektrisch busje in dienst van het type BredaMenarinibus Zeus. In tegenstelling tot andere bussen van RET draagt dit busje geen serienummer. Van 2009 tot en met 2011 reed de bus een pendeldienst over de Wilhelminakade tussen Hotel New York en de halte Wilhelminaplein. In december 2011 ging de bus uit dienst nadat de lijn werd opgeheven.

## VDL-bussen

### 404-405 VDL Citea CLF-120 e-Busz
Deze hybride "e-Buszen" van VDL Berkhof reden sinds juni 2010 vooral op lijn 44 proef. Daarna reden ze vooral op lijn 70. Ze werden aangedreven door een e-traction module met een elektromotor. Ook was er een dieselgenerator aanwezig die bij lange ritten zorgde voor een grotere actieradius. Van buiten zagen ze er uit als een Citea van de eerste generatie. In 2019 was de 405 omgebouwd tot volledig elektrische bus. De 404 keerde terug naar E-traction in Apeldoorn, de 405 volgde eind 2021.

### 1101-1140 VDL Citea LLE-120
Deze dieselbussen (bouwjaar 2019) worden sinds maart 2023 ingezet op de lijnen vanuit garage Krimpen (lijnen 30, 31, 35, 36, 96), garage Kleiweg (174) en garage Sluisjesdijk (lijnen  61 t/m 63, 65 t/m 70, 72, 75 t/m 77, 79, 82, 283 en 668). Ze zullen vanaf 2024 worden vervangen door elektrische bussen.

### 1201-1303 VDL Citea SLE-120 Hybrid
Deze hybride bussen (bouwjaar 2019) worden sinds maart 2023 ingezet worden op stads- en streeklijnen vanuit garage Sluisjesdijk (lijnen 61 t/m 63, 65 t/m 70, 72, 75 t/m 77, 79, 82 t/m 84, 140, 143 t/m 146, 183, 187, 283, 290 en 668) en garage Kleiweg (lijnen 170, 173 & 174). Ook deze zullen vanaf 2029 worden vervangen door volledig elektrische bussen.

### 1401-1455 VDL Citea SLF-120 Electric
Deze volledige elektrische bussen (bouwjaar 2019) rijden sinds maart 2023 op de lijnen vanuit garage Krimpen (lijnen 97 en 98) en garage Kleiweg (lijnen 32, 42, 51, 53, 54 (niet op zondag), 56, 126 en 156). Ze vervangen een deel van de huidige busvloot. Ze worden aangedreven door een e-traction-module met een elektromotor die wordt opgeladen per pantograaf met groene elektriciteit.

### 1501-1542 VDL Citea SLF-120 Electric
Deze serie is een vervolgbestelling op de eerder geleverde elektrische Citea's (1401-1455). De 1501 en de 1502 kwamen eind 2021 in dienst. De rest van deze serie kwamen per april 2022 in dienst en sindsdien rijden ze vanuit de garage Kleiweg (33, 38, 40, 44 en 54^ (alleen op zondag)) en garage Sluisjesdijk (lijn 70).
^Alleen op zondagen.

## MAN-bussen

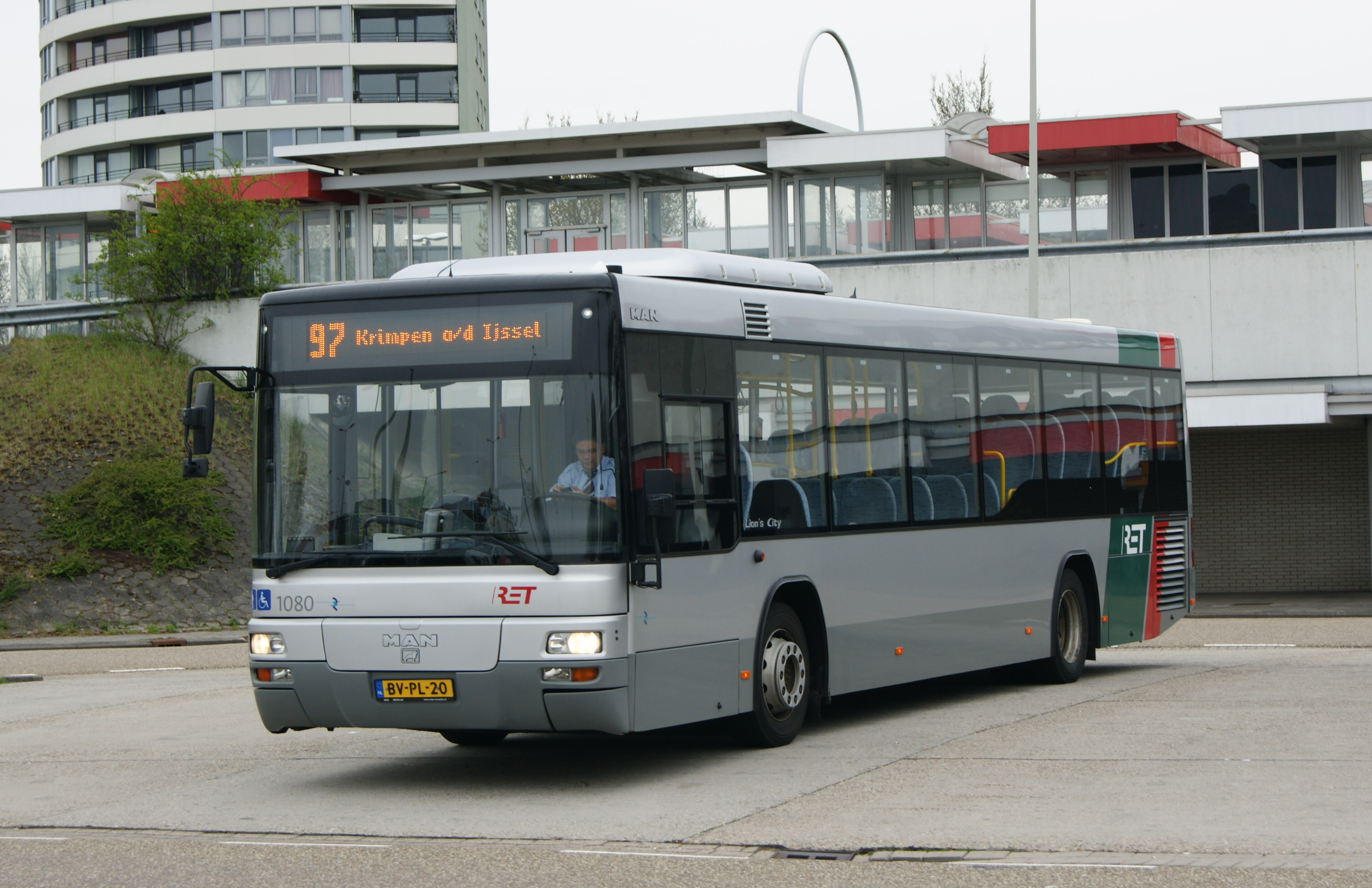
Een van Qbuzz overgenomen MAN-bus staat bij metrostation Capelsebrug.

### 1001-1056, 1058-1090 MAN Lion's City TÜ (A78)
Op 9 december 2012 nam de RET de vier jaar oude MAN bussen over van Qbuzz, die worden ingezet op de lijnen van de overgenomen concessie. De wagens komen uit 2008 en zijn in opdracht van de Stadsregio Rotterdam in 2 tinten grijs gespoten. Wel hebben ze een paar stroken in de huisstijlkleuren aan de zijkant. Ze zijn genummerd in de serie 1001-1090 (behalve 1057). De serie liep oorspronkelijk tot en met 1100, maar een aantal wagens is nooit door Qbuzz afgenomen. De 1091, 1093 en 1099 reden eerst wel in Rotterdam, maar verhuisden per januari 2011 naar Zuidoost-Fryslân. Sinds medio 2020 zijn deze bussen afgevoerd. De 1031 is sinds 2020 in gebruik bij RoMeO.

### 3406…3473 MAN Lion's City (A37)
Ex-Hermes Eindhoven. Deze 40 bussen reden het vervangend busvervoer van de Hoekse lijn totdat deze in gebruik werd genomen.

## Van Hool-bussen

### 406-407 Van Hool newA330 fuel cell
In 2017 kwamen deze door waterstof aangedreven bussen in dienst. Dit waren twee Van Hool newA330 fuel cell wagens, die vooral op lijn 70 reden.

## Volkswagen-bussen

### 1601, 1603-1605, 1624-1626 Volkswagen Crafter
Deze serie kwam in 2020 in dienst, aanvankelijk met de 1601 en 1603-1605. Ze worden ingezet door onderaannemer RMC. In 2021 werden de 1624 en de 1625 toegevoegd. In 2022 werd de 1626 toegevoegd. Daarnaast gingen de 1603 en de 1604 naar Connexxion als 7243 en 7242. In 2023 ging de 1601 naar Hermes als 7248 en ging de 1605 naar Arriva als 6542.

## Karsan-bussen

### Karsan e-Atak
In 2025 kwamen twee zelfrijdende bussen in dienst voor lijn 533 tussen metrostation Meijersplein/Airport en Rotterdam The Hague Airport.

## Overzicht
Een overzicht van alle bussen die in dienst zijn, of binnenkort in dienst komen staan hier:
| Series    | Bouwjaar | Merk            | Type                   | Status             | Inzet | Opmerking                                                                              | Afbeelding |
| --------- | -------- | --------------- | ---------------------- | ------------------ | --- | -------------------------------------------------------------------------------------- | ---------- |
| 301-376   | 2008     | Mercedes-Benz   | Citaro Facelift        | Deels in dienst    | 66 t/m 69, 72, 75 t/m 77, 82, 283 en 725                                                                             | Nog ca. 30 bussen aanwezig als reserve of tramvervangend vervoer. De rest is verkocht. |            |
| 1101-1140 | 2019     | VDL Bus & Coach | Citea LLE 120          | In dienst          | Voornamelijk lijnen 30, 31, 35, 36, 61 t/m 63, 65 t/m 70, 72, 75 t/m 77, 79, 82, 96 t/m 98, 283 en 668               |                                                                                        |            |
| 1201-1286 | 2019     | VDL Bus & Coach | Citea SLE 120 Hybrid   | In dienst          | Voornamelijk lijnen 61 t/m 64, 66 t/m 70, 72, 75 t/m 77, 82 t/m 84, 140, 143 t/m 146, 174, 183, 187, 283, 290 en 768 |                                                                                        |            |
| 1287-1299 | 2019     | VDL Bus & Coach | Citea SLE 120 Hybrid   | In dienst          | Lijnen 170 & 173 | R-net bussen                                                                           |            |
| 1300-1303 | 2019     | VDL Bus & Coach | Citea SLE 120 Hybrid   | In dienst          | Voornamelijk lijnen 61 t/m 64, 66 t/m 70, 72, 75 t/m 77, 82 t/m 84, 140, 143 t/m 146, 174, 183, 187, 283, 290 en 768 |                                                                                        |            |
| 1401-1455 | 2019     | VDL Bus & Coach | Citea SLF 120 Electric | In dienst          | Lijnen 32, 42, 51, 53, 54, 56, 126 en 156                                                                            |                                                                                        |            |
| 1501-1542 | 2021     | VDL Bus & Coach | Citea SLF 120 Electric | In dienst          | Lijnen 33, 38, 40, 44, 54 en 70                                                                                      |                                                                                        |            |
| 1620-1623 | 2019     | Mercedes-Benz   | Sprinter               | Deels in dienst    | Buurtbuslijnen |                                                                                        |            |
| 1624-1626 | 2020     | Volkswagen      | Crafter                | In dienst          | | Omgebouwd door Tribus.                                                                 |            |
| n.n.b.    | 2024     | Karsan          | e-Atak                 | In dienst          | | Zelfrijdende bussen                                                                    |            |
| n.n.b.    | ????     | Mercedes-Benz   | eCitaro                | Nog niet in dienst | |                                                                                        |            |